# 扎哈利齊
50°40′1″N 29°48′44″E / 50.66694°N 29.81222°E
扎哈利齊（烏克蘭語：Загальці）是位於烏克蘭北部的村莊，由基辅州布恰区的博罗江卡市镇負責管轄。該村始建於1499年，面積60平方公里，海拔高度150米，2001年人口2,029，人口密度每平方公里33.82人。